# De Klanderij
De Klanderij is een winkelcentrum aan het Van Heekplein in Enschede.
De Klanderij telt 50 winkels en is gelegen in het hart van de binnenstad van Enschede. De deels overdekte passage kent bekende en minder bekende winkelformules.
In 2003 heeft de Klanderij een nieuw uiterlijk gekregen, ontworpen door architect Pi de Bruijn.
Het winkelcentrum is rechtstreeks toegankelijk vanuit de grote parkeergarage die is gelegen onder het Van Heekplein.